# Елховое
Елховое — разъезд в составе Елховоозёрского сельского поселения Цильнинского района Ульяновской области. 

## География
Находится у железнодорожной линии Ульяновск-Казань на расстоянии примерно 21 километр на север-северо-восток по прямой от районного центра села Большое Нагаткино. 

## История
В 1990-е годы отделение СПК «Волга».  

## Население
Население составляло 10 человек в 2002 году (чуваши 30%, татары 50%), 2 по переписи 2010 года.